# قرار الأمم المتحدة
قرار الأمم المتحدة هو نص رسمي يتم اعتماده من هيئة تابعة للأمم المتحدة. على الرغم من أن أي هيئة تابعة للأمم المتحدة يمكنها إصدار قرارات، إلا أن معظم القرارات يتم إصدارها من قبل مجلس الأمن أو الجمعية العامة.

## الوضع القانوني
يعتبر معظم الخبراء  أن معظم قرارات الجمعية العامة غير ملزمة. تشير المادتان 10 و14 من ميثاق الأمم المتحدة إلى قرارات الجمعية العامة على أنها «توصيات»؛ وقد شددت محكمة العدل الدولية مراراً على طبيعة التزكية لقرارات الجمعية العامة. ومع ذلك، فإن بعض قرارات الجمعية العامة التي تتناول مسائل داخلية للأمم المتحدة، مثل قرارات الميزانية أو التعليمات الموجهة إلى الهيئات الأقل رتبة، ملزمة بشكل واضح للموجه إليهم.  

بموجب المادة 25 من الميثاق، فإن الدول الأعضاء في الأمم المتحدة ملزمة بتنفيذ «قرارات مجلس الأمن وفقًا لهذا الميثاق». تعتبر القرارات المتخذة بموجب الفصل السابع ملزمة، ولكن القرارات بموجب الفصل السادس ليس لها آليات إنفاذ وتعتبر بشكل عام ليس لها قوة ملزمة بموجب القانون الدولي. لكن في عام 1971، أكدت أغلبية أعضاء محكمة العدل الدولية آنذاك في فتوى ناميبيا غير الملزمة أن جميع قرارات مجلس الأمن الدولي ملزمة قانونًا. وقد ردت إريكا دي ويت وآخرين على هذا التأكيد الصادر عن محكمة العدل الدولية. ترى دي ويت أن قرارات الفصل السادس لا يمكن أن تكون ملزمة. منطقها في جزء منه ينص على: 
 إن السماح لمجلس الأمن باعتماد تدابير ملزمة بموجب الفصل السادس من شأنه أن يقوض التقسيم الهيكلي للكفاءات المتوخى في الفصلين السادس والسابع على التوالي. الهدف الكامل من فصل هذه الفصول هو التمييز بين الإجراءات الطوعية والملزمة. في حين أن التسوية المحددة للنزاعات التي قدمها السابق تستند إلى موافقة الأطراف، فإن التدابير الملزمة بموجب الفصل السابع تتميز بعدم وجود هذه الموافقة. وثمة إشارة أخرى إلى الطبيعة غير الملزمة للتدابير المتخذة فيما يتعلق بالفصل السادس هي التزام أعضاء مجلس الأمن الذين هم أطراف في نزاع، بالامتناع عن التصويت عند اعتماد قرارات بموجب الفصل السادس. ولا يوجد التزام مماثل فيما يتعلق بالقرارات الملزمة المعتمدة بموجب الفصل السابع... إذا طبق المرء هذا المنطق على فتوى ناميبيا، فإن النقطة الحاسمة هي أنه لا يوجد أي من المواد المدرجة في الفصل السادس تسهل اعتماد نوع التدابير الملزمة التي اعتمدها مجلس الأمن في القرار 276 (1970)... لقد تم بالفعل اعتماد القرار 260 (1970) تحت الفصل السابع، على الرغم من أن محكمة العدل الدولية ذهبت إلى حد ما لإعطاء الانطباع المعاكس. 
 ومن الناحية العملية، لا يعتبر مجلس الأمن قراراته خارج الفصل السابع ملزمة.
لقد تم اقتراح وجود ثالوث ملزم من الشروط - الأغلبية الساحقة من عدد الدول التي تصوت، والتي يشكل سكانها ومساهماتهم في مستحقات ميزانية الأمم المتحدة أغلبية من المجموع - تجعل قرار الجمعية العامة ملزمًا لجميع الدول؛ الاقتراح لم يناقش أكثر.
لمزيد من المعلومات حول قرارات محددة، راجع:
- قرار الجمعية العامة للأمم المتحدة
- قرار مجلس الأمن التابع للأمم المتحدة

## هيكل القرار
تتبع قرارات الأمم المتحدة صيغة مشتركة. يتكون كل قرار من ثلاثة أجزاء: العنوان، وفقرات الديباجة، والبنود المنطقية. يتكون القرار بأكمله من جملة طويلة، مع الفواصل وشبه النقطتين طوال الوقت، ونقطة واحدة فقط في النهاية. يحتوي العنوان على اسم الهيئة التي أصدرت القرار (سواء كان مجلس الأمن، أو الجمعية العامة، أو هيئة فرعية تابعة للجمعية العامة، أو أي منظمة أخرى لإصدار القرار)، والتي تعمل كموضوع للجملة؛ فقرات الديباجة (تسمى أيضًا عبارات الديباجة) التي تشير إلى الإطار الذي يتم من خلاله عرض المشكلة، كما تفعل الديباجة في وثائق أخرى؛ والبنود المنطقية (تسمى أيضًا العبارات المنطوقة) التي تحدد فيها الهيئة مسار العمل الذي ستتخذه من خلال التقدم المنطقي للبنود المنطقية ذات الأرقام المتسلسلة (إذا كان مجلس الأمن أو جهاز تابع للأمم المتحدة يضع سياسة داخل الأمم المتحدة) أو توصي باتخاذها (في العديد من قرارات مجلس الأمن وجميع الهيئات الأخرى عند التصرف خارج الأمم المتحدة). يستدعي كل بند منطقي إجراء محدد.
البند الأخير من المنطوق، على الأقل في مجلس الأمن، هو في الغالب «يقرر أن تبقي المسألة قيد نظره» (يتغير في بعض الأحيان إلى «قيد النظر»). إن السبب وراء هذه العادة غامض إلى حد ما، ولكن يبدو أنه تأكيد على أن الهيئة المعنية ستنظر في الموضوع الذي تم تناوله في القرار في المستقبل إذا لزم الأمر. في حالة قرارات مجلس الأمن، قد يتم توظيفها على أمل منع الجمعية العامة للأمم المتحدة من الدعوة إلى «جلسة استثنائية طارئة» بشأن أي مسائل لم يتم حلها،  بموجب شروط "الاتحاد من أجل السلام"، بسبب نص الميثاق في المادة 12: «بينما يمارس مجلس الأمن فيما يتعلق بأي نزاع أو حالة المهام الموكلة إليه في هذا الميثاق، لا يجوز للجمعية العامة أن تقدم أي توصية بشأن ذلك النزاع أو الحالة».
غالبًا ما تبدأ فقرات الديباجة والبنود المنطوقة بالأفعال، ويتم تعديلها في بعض الأحيان بالأحوال ثم تستمر بأي شيء تقرر الهيئة وضعه؛ دائمًا ما تكون الكلمة الأولى إما مائلة أو تحتها خط. ومع ذلك، فقرات الديباجة غير مرقمة، وتنتهي بفواصل، وأحيانًا تبدأ بالصفات. يتم ترقيم البنود المنطقية، وتنتهي بالفواصل المنقوطة (باستثناء الأخيرة، التي تنتهي بنقطة)، ولا تبدأ أبدًا بالصفات.
يجوز نقل اسم الهيئة المصدرة من فوق فقرات الديباجة إلى أسفلها؛ قرار القيام بذلك هو في الغالب أسلوبي، والقرار لا يزال يشتمل على جملة متماسكة.

## أنواع
يمكن أن تكون قرارات الأمم المتحدة قرارات موضوعية وقرارات إجرائية.
بالإضافة إلى ذلك، يمكن تصنيف القرارات حسب الهيئة، على سبيل المثال:
- قرارات الجمعية العامة للأمم المتحدة
- قرارات مجلس الأمن التابع للأمم المتحدة